# Todor Becsirov
Todor Becsirov (cirill betűkkel: Тодор Бечиров) (Plovdiv, 1927. április 15. – 2010. március 21.) bolgár nemzetközi labdarúgó-játékvezető.

## Pályafutása

### Labdarúgóként
A Botev Plovdiv csapatában 1943-1946 között, Lokomotiv Plovdiv egyesületben 1947-1956 között kapusként szerepelt. Boterv csapattal 1943-ban bronzérmes a bajnokságban, a Lokomotívval 1948-ban kupadöntőt játszottak. 1948-ban egy alkalommal szerepelt a nemzeti válogatottban.

### Nemzeti játékvezetés
Az aktív labdarúgástól visszavonulva 1957-ben sikeres vizsgát tett. Ellenőreinek, sportvezetőinek javaslatára lett az I. Liga játékvezetője. A nemzeti játékvezetéstől 1974-ben vonult vissza.

#### Nemzetközi játékvezetés
A Bolgár labdarúgó-szövetség Játékvezető Bizottsága (JB) terjesztette fel nemzetközi játékvezetőnek, a Nemzetközi Labdarúgó-szövetség (FIFA) 1966-tól tartotta nyilván bírói keretében. Több nemzetek közötti válogatott- és klubmérkőzést vezetett. A bolgár nemzetközi játékvezetők rangsorában, a világbajnokság-Európa-bajnokság sorrendjében többedmagával a 6. helyet foglalja el 3 találkozó szolgálatával. Az aktív nemzetközi játékvezetéstől 1974-ben  vonult vissza. Válogatott mérkőzéseinek száma: 4.

#### Labdarúgó-világbajnokság
A világbajnoki döntőhöz vezető úton Mexikóba a IX., az 1970-es labdarúgó-világbajnokságra a FIFA JB játékvezetőként foglalkoztatta.

##### 1970-es labdarúgó-világbajnokság

###### Selejtező mérkőzés
| Időpont           | Helyszín               | Mérkőzés típusa           | Mérkőzés          | Eredmény | Nézők száma |
| ----------------- | ---------------------- | ------------------------- | ----------------- | -------- | ----------- |
| 1969. november 4. | Olimpiai Stadion, Róma | előselejtező (3. csoport) | Olaszország–Wales | 4 : 1    | 67 841      |

#### Labdarúgó-Európa-bajnokság
Az európai-labdarúgó torna döntőjéhez vezető úton Olaszországba a III., az 1968-as labdarúgó-Európa-bajnokságra és Belgiumba a IV., az 1972-es labdarúgó-Európa-bajnokságra az UEFA JB játékvezetőként foglalkoztatta.

##### 1968-as labdarúgó-Európa-bajnokság

###### Selejtező mérkőzés
| Időpont           | Helyszín                    | Mérkőzés típusa           | Mérkőzés             | Eredmény | Nézők száma |
| ----------------- | --------------------------- | ------------------------- | -------------------- | -------- | ----------- |
| 1967. október 15. | Ernst Happel Stadion, Bécs  | előselejtező (4. csoport) | Ausztria–Szovjetunió | 1 : 0    | 37 400      |
| 1971. február 17. | Qemal Stafa Stadion, Tirana | előselejtező (4. csoport) | Albánia–NSZK         | 0 : 1    | 25 000      |

## Sikerei, díjai
1967-ben kiváló szakmai felkészültségét elismerve a FIFA Játékvezető Bizottsága arany jelvény kitüntetésbe részesítette.